# Stadtwerke Eilenburg
Die Stadtwerke Eilenburg GmbH (SE) sind ein regionaler Energieversorger in der sächsischen Stadt Eilenburg.

## Geschichte
Die Stadtwerke Eilenburg wurden am 1. März 1996 gegründet. Zunächst oblag ihnen nur die Versorgung mit Strom des Industriegebietes Kunststoffcenter am ECW-Wasserturm. Mit Beginn des Jahres 1998 gehörte auch die Versorgung der gesamten Stadt mit Gas zu den Betätigungsfeldern des Unternehmens. In der Mitte des gleichen Jahres übernahm das Unternehmen die Stromversorgung für die gesamte Stadt. Außerdem obliegt dem Unternehmen die Verantwortung für die Straßenbeleuchtung in Eilenburg und den Ortsteilen Hainichen, Wedelwitz, Kospa, Pressen, Behlitz und Zschettgau.

## Gesellschafter
Die Große Kreisstadt Eilenburg hält 51 Prozent der Anteile am Unternehmen. Die verbleibenden 49 Prozent hält die WEMAG AG Schwerin.

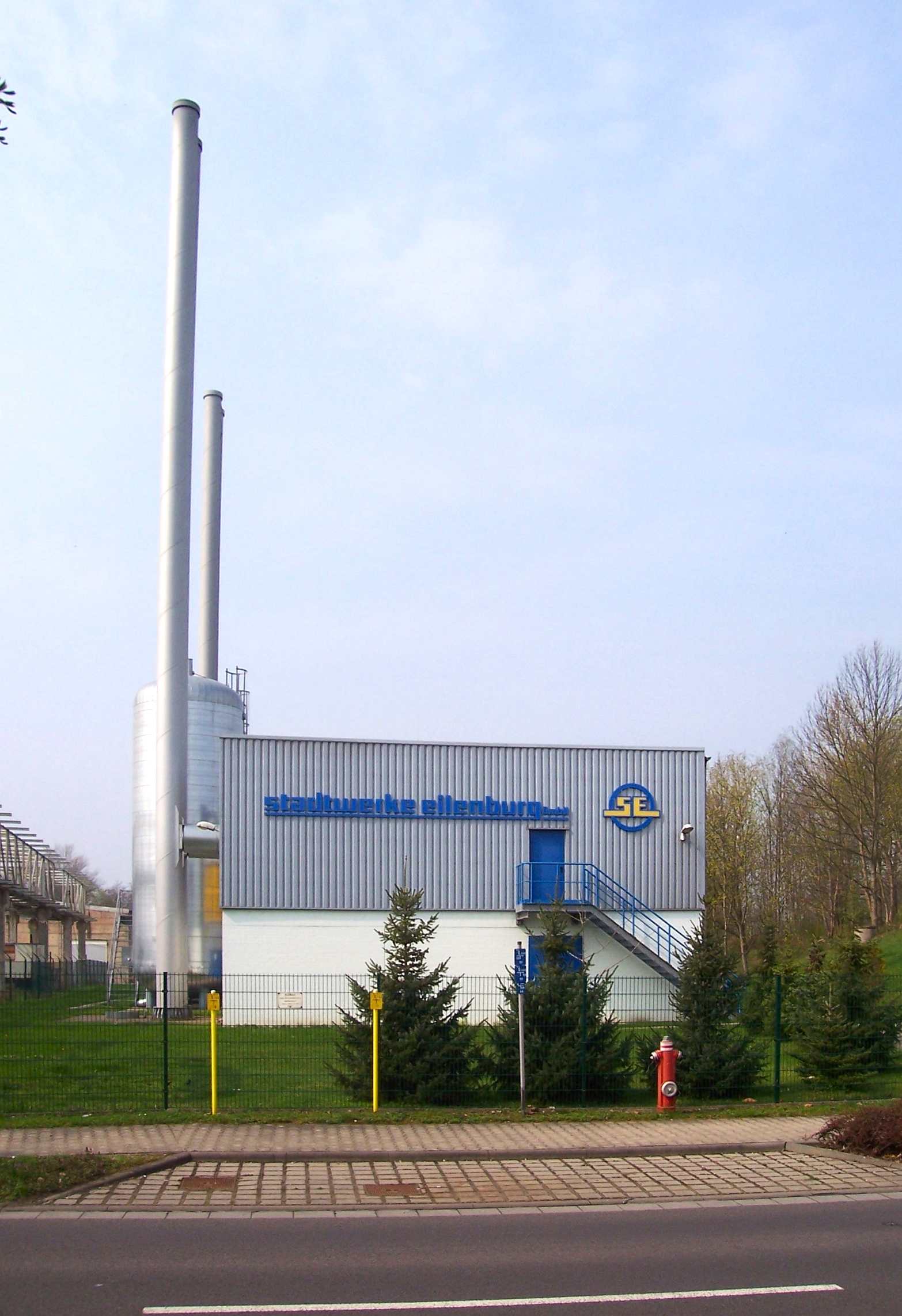
Blockheizkraftwerk der Stadtwerke in der Ernst-Mey-Straße

## Leistungen
- Stromversorgung
- Erdgasversorgung
- Fernwärmeversorgung

## Einrichtungen und Sonstiges
Neben dem Unternehmenssitz in der Sydowstraße in Eilenburg betreibt das Unternehmen noch ein Blockheizkraftwerk auf dem ehemaligen ECW-Gelände zur Erzeugung von Fernwärme für ebendieses Gebiet und einige Wohngebiete in Eilenburg-Ost sowie eine Erdgastankstelle. Zwischenzeitlich hatten die Stadtwerke zudem Liegenschaften in der Brunnerstraße und in der Kastanienallee (ehemaliges ECW-Brauchwasserwerk) in Nutzung.
Einmal im Quartal erscheint das Stadtwerkemagazin als kostenlose Kundenzeitschrift.